# Avenue Franklin-Roosevelt (Suresnes)
Pour les articles homonymes, voir Avenue Franklin-Roosevelt.
L'avenue Franklin-Roosevelt est une voie publique de la commune de Suresnes, dans le département français des Hauts-de-Seine.

## Situation et accès
Cette avenue est desservie par la gare de Suresnes-Mont-Valérien, sur la ligne L du Transilien (réseau Paris-Saint-Lazare) et la ligne U (La Défense - La Verrière).

## Origine du nom

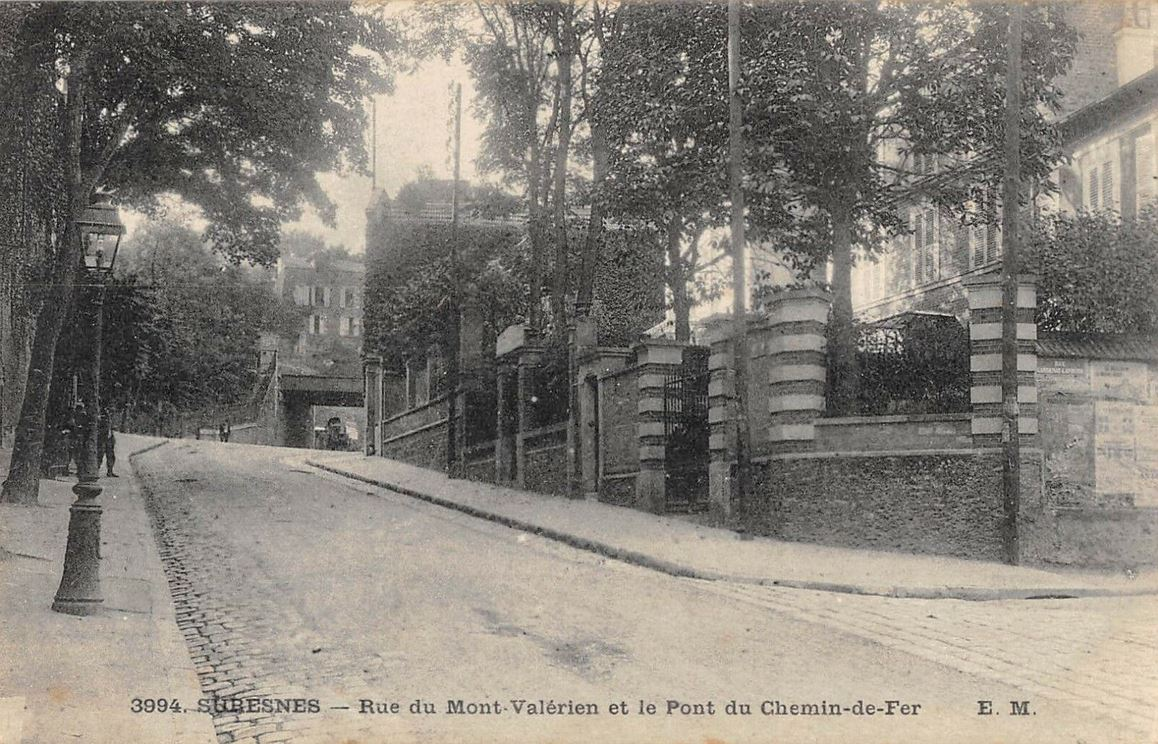
Vue du pont ferroviaire. L'hôpital Foch se trouve de nos jours à gauche.

En avril 1939, le maire de la ville, Henri Sellier, prend la décision de renommer une partie de la rue du Mont-Valérien du nom du président américain Franklin Delano Roosevelt, souhaitant rendre hommage à son action en faveur de la paix. Une plaque est apposée en son honneur au coin de la rue Carnot le 28 mai 1940, qui mentionne : « Apôtre de l’humanité / Champion de la démocratie / Sauveur de la paix ». Cette plaque a depuis disparu.

## Historique

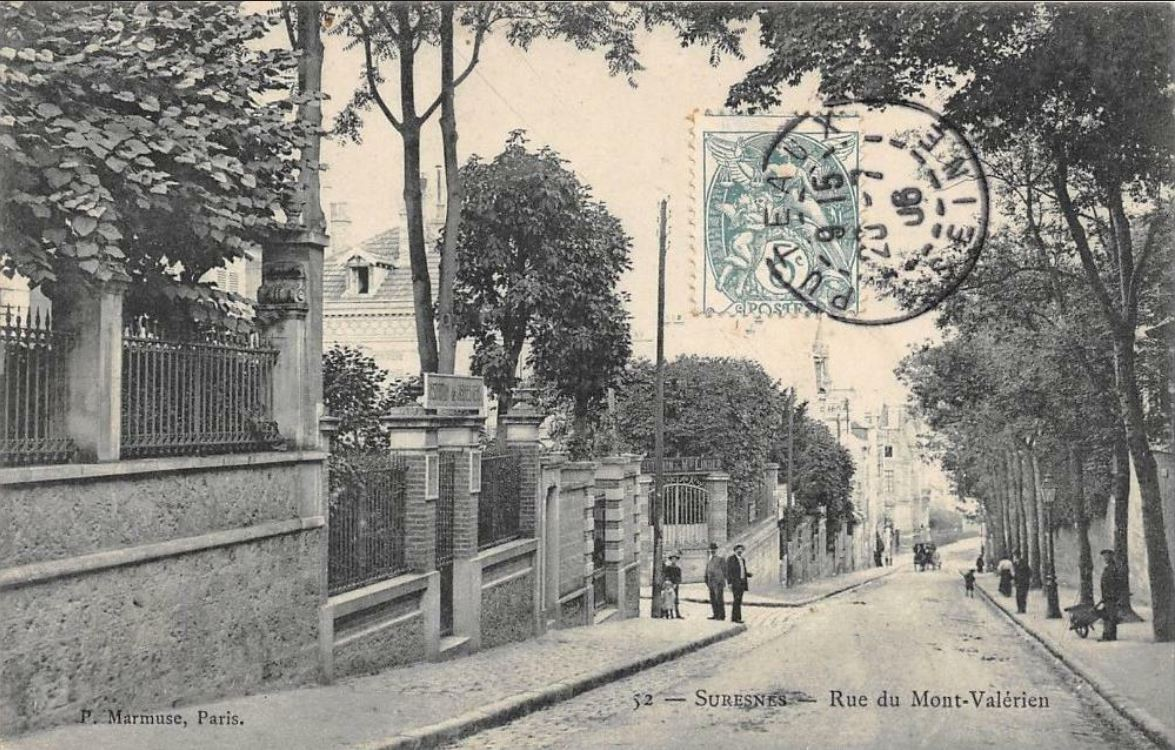
Partie haute de la rue du Mont-Valérien, aujourd'hui renommée.

Portant historiquement le nom de « rue du Mont-Valérien », cette voie reliait le village de Suresnes (actuel centre ville) au mont du même nom, où se trouvait un calvaire religieux. Elle est donc marquée par un fort dénivelé. Jusqu'au XIXe siècle, elle ne traverse que des vignes, Suresnes étant encore très lié à l'agriculture. L'urbanisation et l'industrialisation conduisent ensuite à son lotissement progressif. Subsistent ainsi encore de nos jours d'anciennes maisons bourgeoises et logements ouvriers, même si de nombreux immeubles y ont par la suite été construits dans la seconde partie du XXe siècle.
Le renommage de 1939 réduit la rue du Mont-Valérien à sa partie basse, près du centre-ville, le quartier historique de Suresnes, quand la partie haute, qui rejoint le boulevard Washington, autre président américain, prend le nom de Franklin Roosevelt.
Au XVIIe siècle, le tracé de l'actuelle avenue constitue la limite septentrionale du vaste domaine du « clos des Seigneurs », également borné, dans le sens des aiguilles d'une montre, par la rue Merlin-de-Thionville, la rue Desbassayns-de-Richemont, la rue du Calvaire, le boulevard Washington et la rue du Fécheray, et qui appartient à l'abbaye de Saint-Germain-des-Prés. Sa production viticole est réservée à l'aristocratie et aux prélats importants. Vendu comme bien national à la Révolution, le site est loti au XIXe siècle,,. Parallèlement, côté nord, se trouve le clos Cottin, puis « clos des Ermites », dont le contour était marqué, dans le sens des aiguilles d'une montre, par les actuels boulevard Washington, rue de la Gauchère et rue Carnot. Les religieux du mont Valérien y cultivaient un potager et des arbres fruitiers. Le site est acquis en 1788 mais est aussi déclaré bien national à la Révolution. La rue voisine du Clos-des-Ermites conserve le souvenir de cette propriété éphémère.

## Bâtiments remarquables et lieux de mémoire
En partant du bas de Suresnes, jusqu'au mont Valérien
- No 15 (à l'origine 43 rue du Mont-Valérien) : porte monumentale, vestige de la demeure que s'était faite construire le couturier Charles Frederick Worth, qui travailla notamment pour l'impératrice Eugénie. Dans les années 1860[7], l'architecte Denis Darcy construit pour Worth une résidence sur un terrain de 15 000 m2, à l'emplacement de l'ancien « clos des Seigneurs », au croisement des actuelles avenue Franklin-Roosevelt et rue Worth[Note 1]. Décrite selon les sources comme relevant de l'éclectisme, de l'historicisme, du style anglais, néo-gothique ou encore néo-florentin[Note 2], la demeure est bordée d'un jardin orné de serres exotiques, de bosquets, de cascades et bientôt d'un grand nombre de colonnes, de sculptures et de statues récupérées dans les ruines du palais des Tuileries, que Worth avait fréquenté du temps du Second Empire, incendié pendant la Commune[8],[9],[10]. L'intérieur est richement décoré : outre une profusion de porcelaines et d'accessoires luxueux[11],[12], il est meublé de fauteuils Louis XVI recouverts de beaux tissus, d'une baignoire d'argent ou encore de commodités en marbre disposant d'un jet de parfum ; l'une de ses clientes, Pauline von Metternich, a témoigné du faste du grand salon de la demeure Worth[13].
En 1892, le fils du couturier, Gaston Worth, fait ériger sur le site[Note 3], un pavillon de style néo-normand[Note 4], réplique de la villa les Bleuets de son frère Jean-Philippe, en Suisse. Dans les années 1930, le château originel de Charles Frederick Worth est démoli, tandis que les jardins et la quasi-totalité du site de l'ancienne propriété sont lotis. En effet, le tout est vendu par le fils Worth à la Fondation franco-américaine du Mont-Valérien afin de construire l'hôpital Foch, à condition que le pavillon soit conservé[14]. Il s'agit du seul élément restant de l'époque Worth, avec la porte monumentale de l'avenue[8],[5],[15],[16],[17],[18]. Une partie des ruines des Tuileries installées dans les jardins ont été déplacées à Barentin (Seine-Maritime)[19].
Charles Frederick Worth est enterré au cimetière Carnot de Suresnes[20],[21].
- Hôpital Foch, à l'angle de la rue Worth, à la place de l'ancienne propriété Worth ;
- No 30 : existait autrefois rue Saint-Antoine[Note 5] la pension pour jeunes filles des Demoiselles Linder (institution Jeanne-d'Arc), qui ferme avant la Seconde Guerre mondiale, après avoir déménagé 56 rue du Mont-Valérien (l'actuel no 30 de l'avenue)[22],[23].
- No 34 : ancien emplacement du musée municipal (aussi appelé « musée René-Sordes ») et de la Société historique de Suresnes[1]. Le premier établissement est depuis devenu le musée d'histoire urbaine et sociale de Suresnes, situé plus à l'ouest, dans les anciens bâtiments de la gare de Suresnes - Longchamp, alors que la seconde a déplacé son siège au 100 rue de la République ;
- No 46 : collège Émile-Zola[24] ;
- No 70 : ancienne ferme du Mont-Valérien, dernière ferme de Suresnes, dont les vaches sont vendues en 1964. Il s'agit désormais d'un restaurant[1] ;
- Dans les années 1960, à l'intersection avec le boulevard Washington, est installée une table d'orientation, qui offre une vue sur La Défense[25] ;
- Mont Valérien.

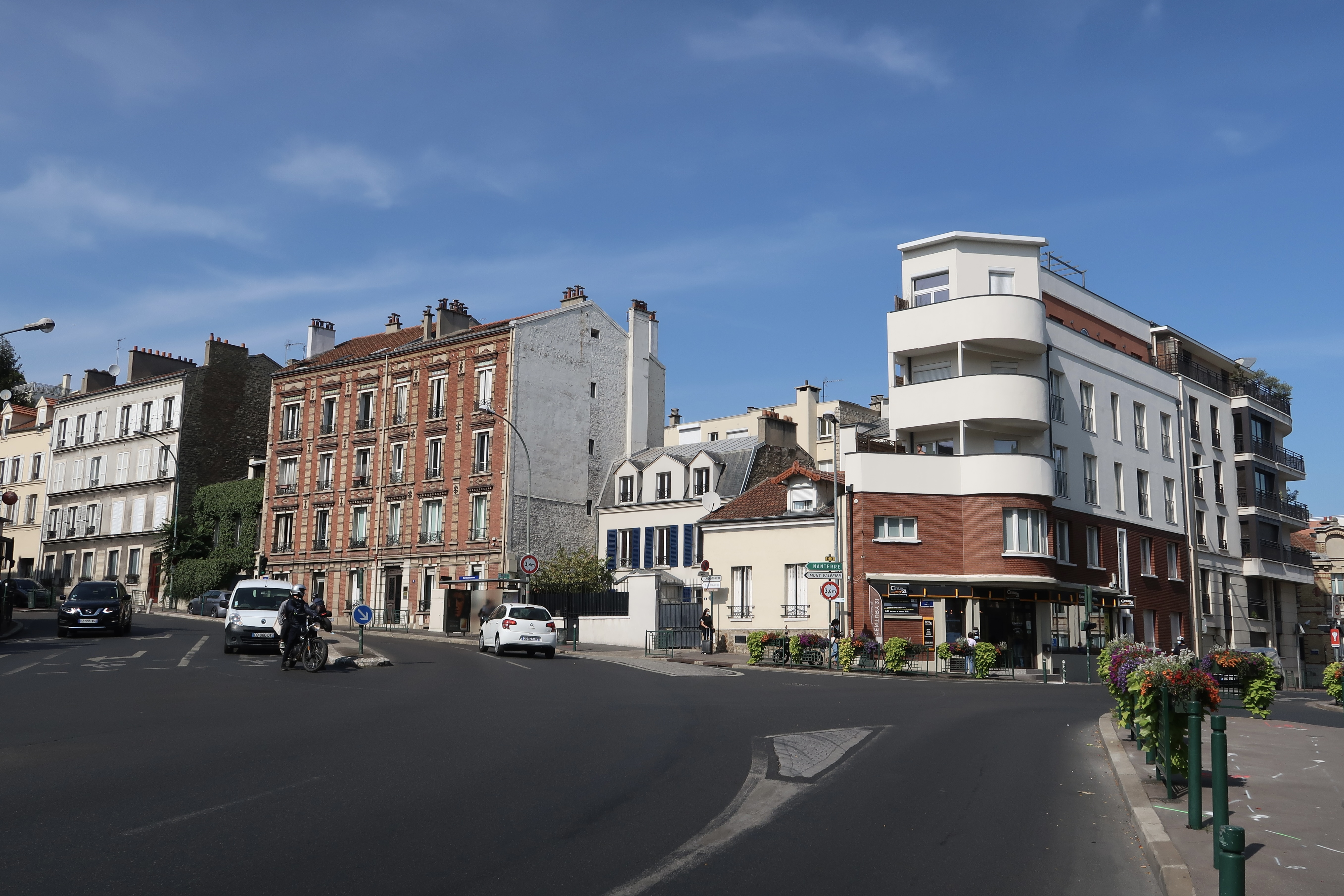
Au croisement avec la rue Carnot.
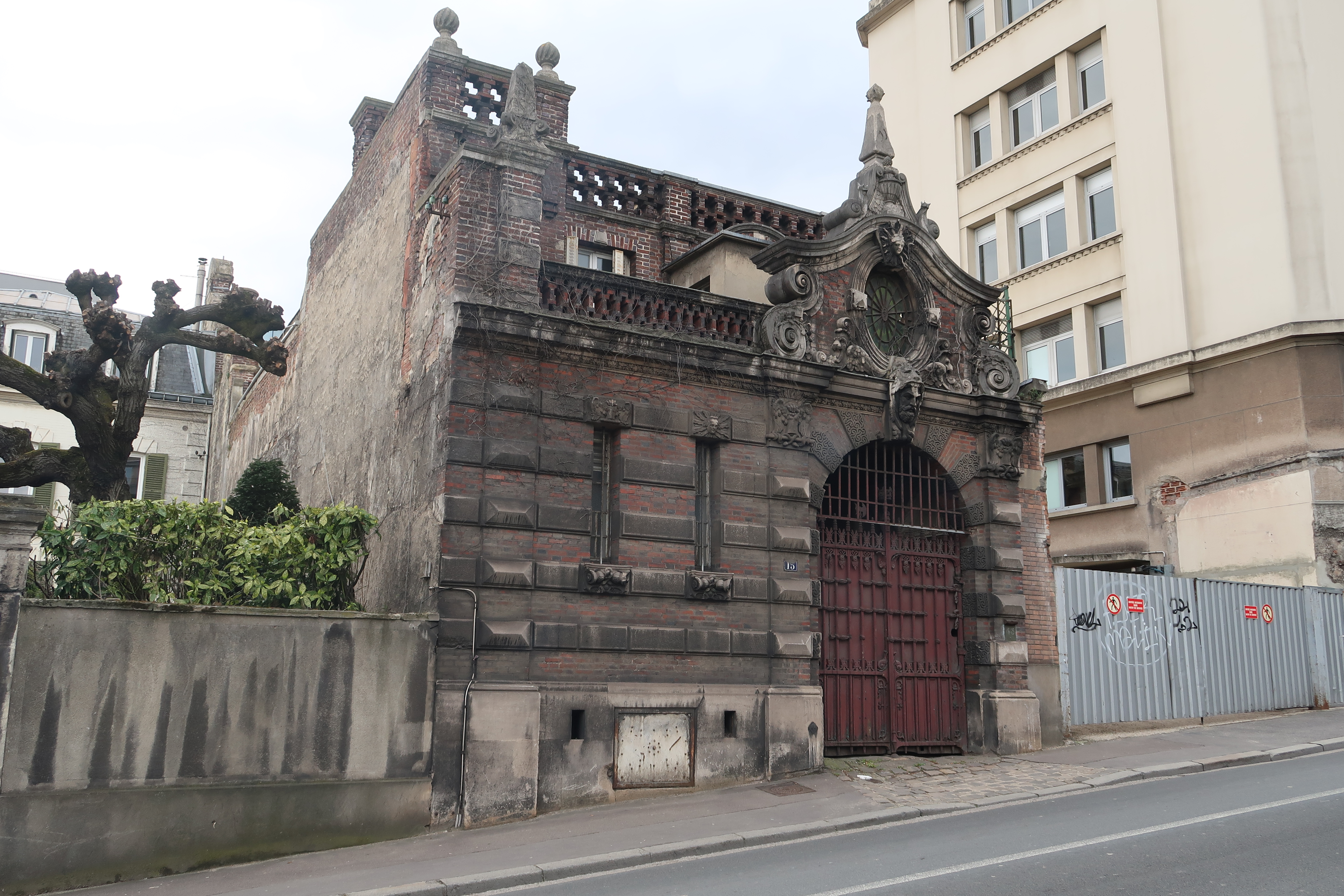
No 15 : l'édifice comporte sur son fronton deux escargots, symbolisant l'ascension du couturier.
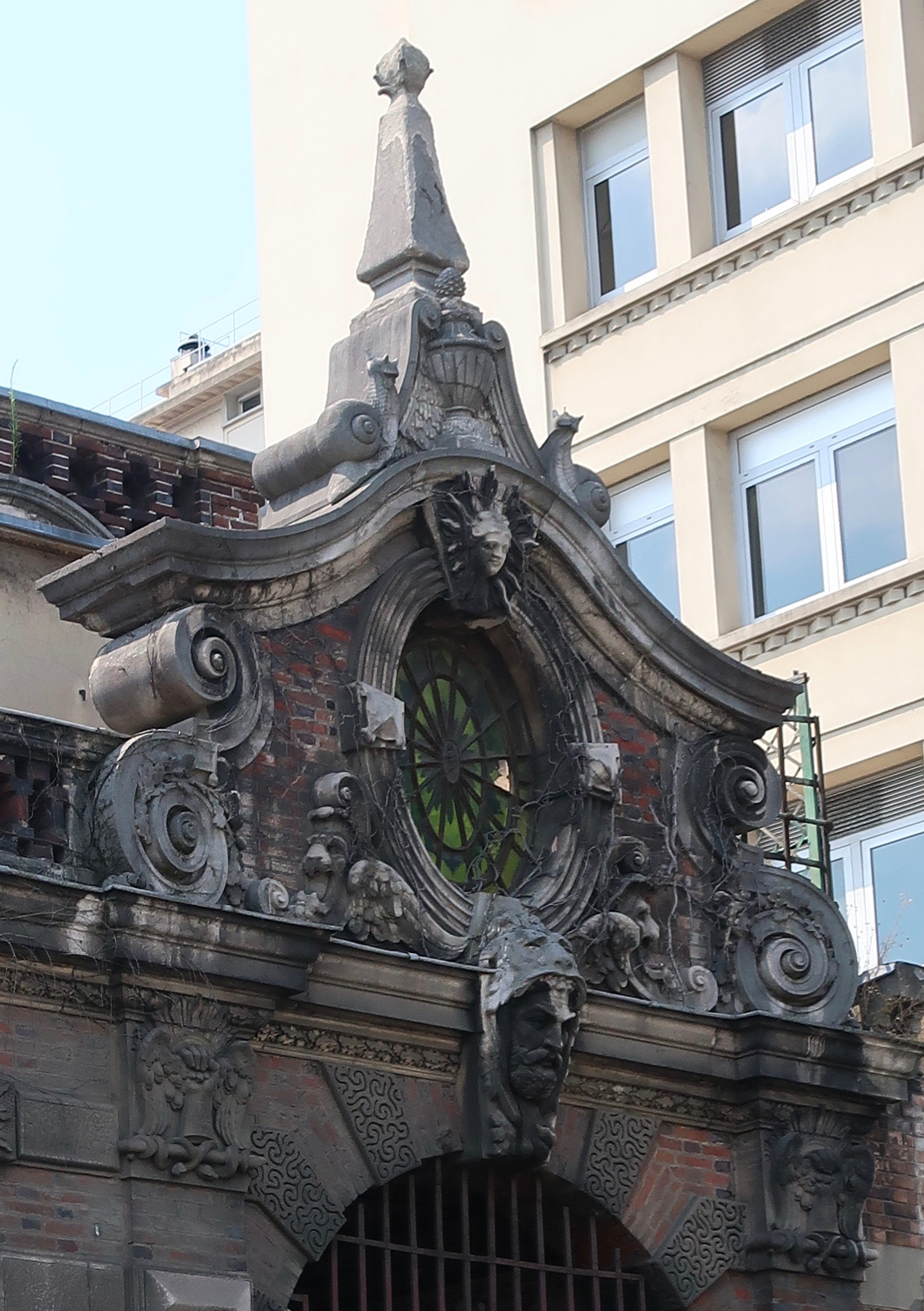
Détail.
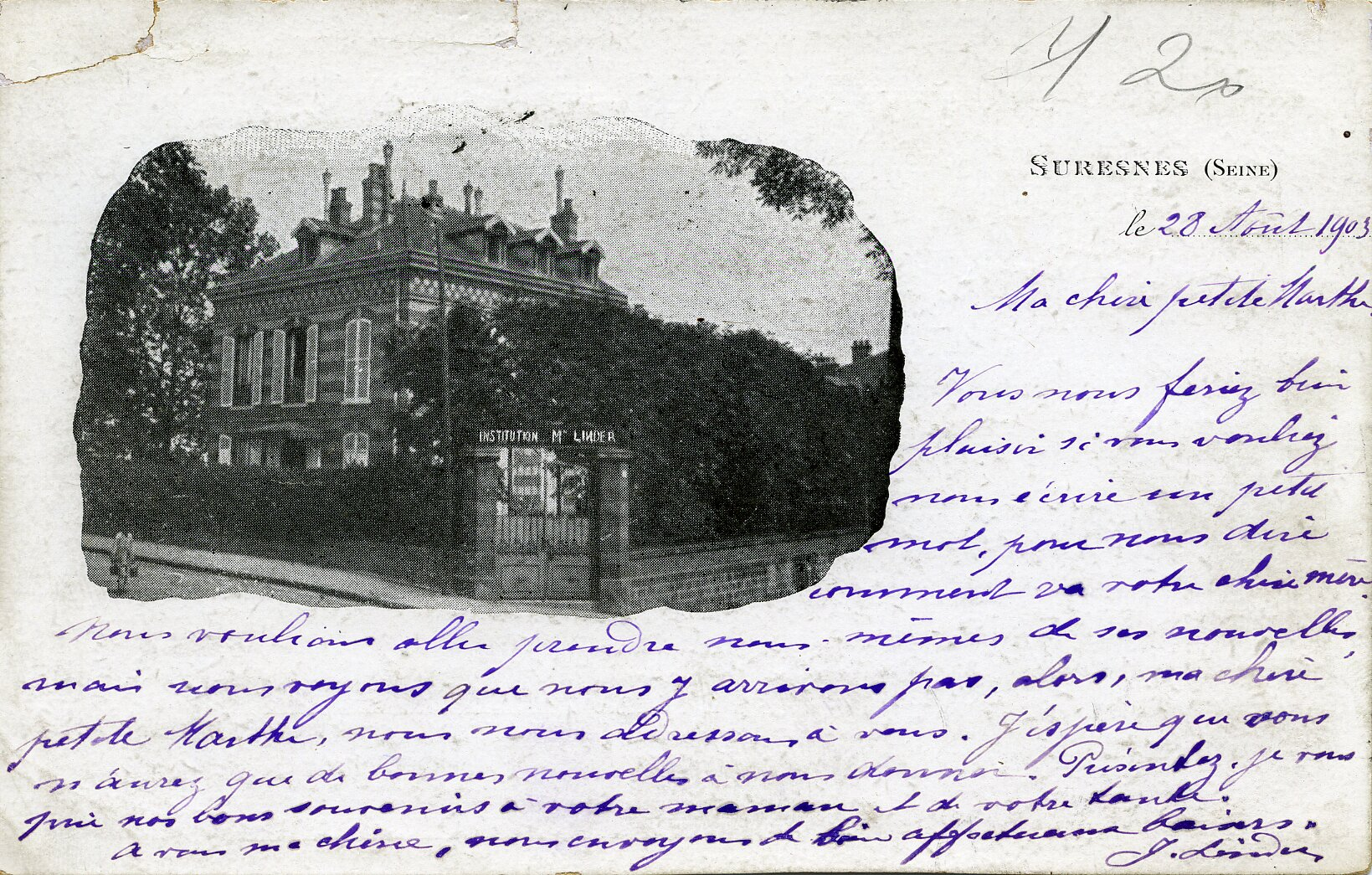
Institution Linder, alors établissement pour jeunes filles[22],[23].
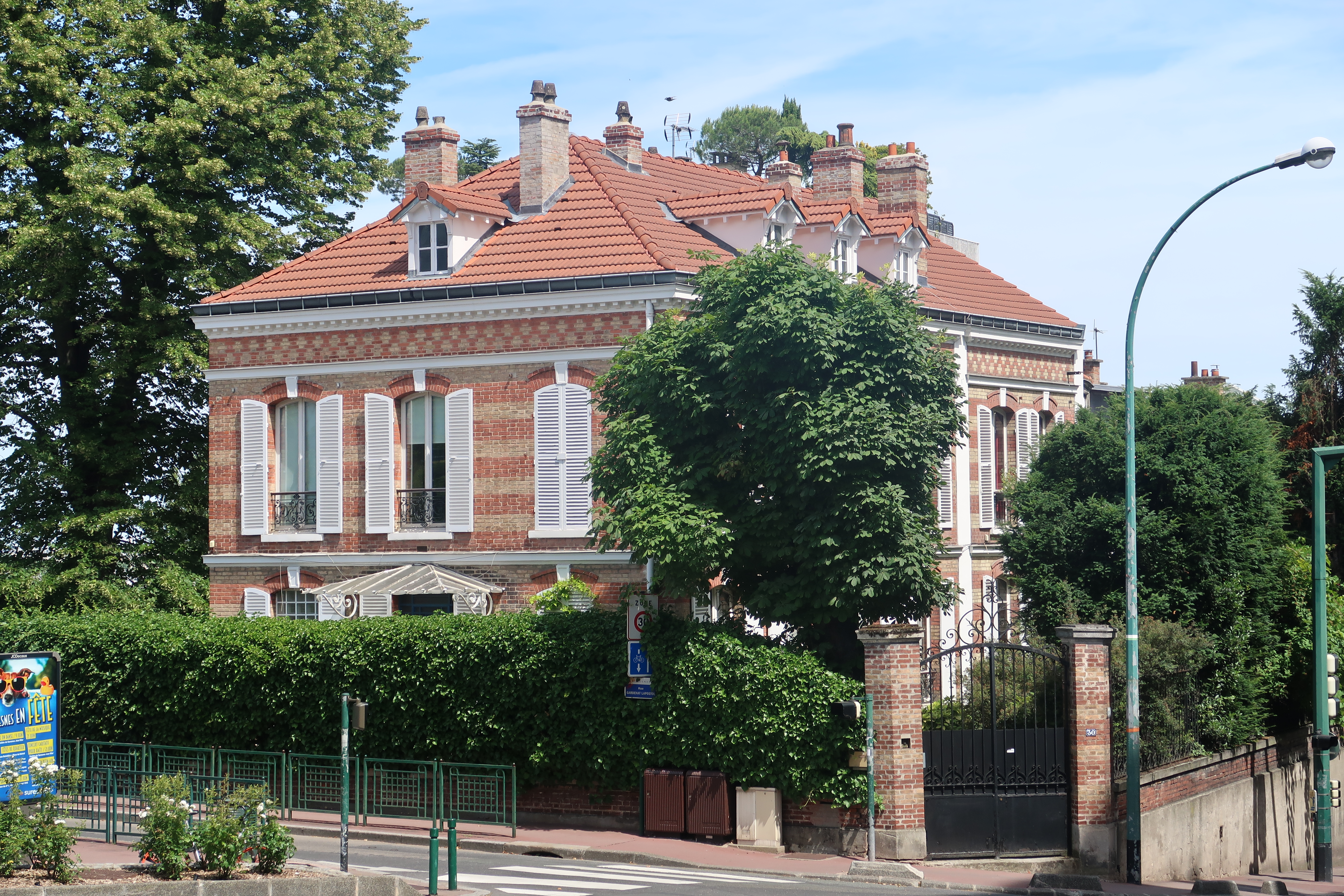
Le même bâtiment de nos jours.
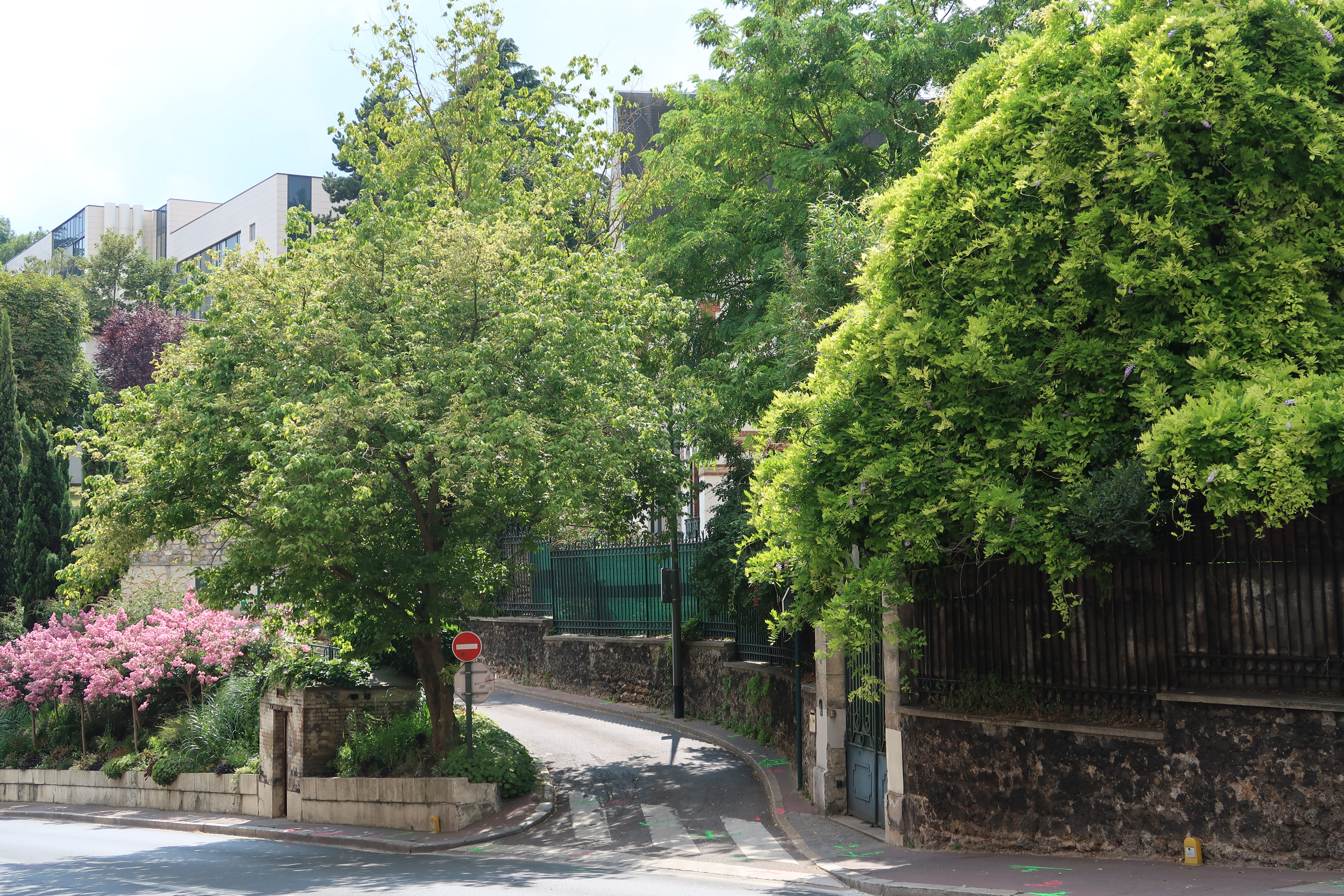
Croisement avec la rue du Fécheray.
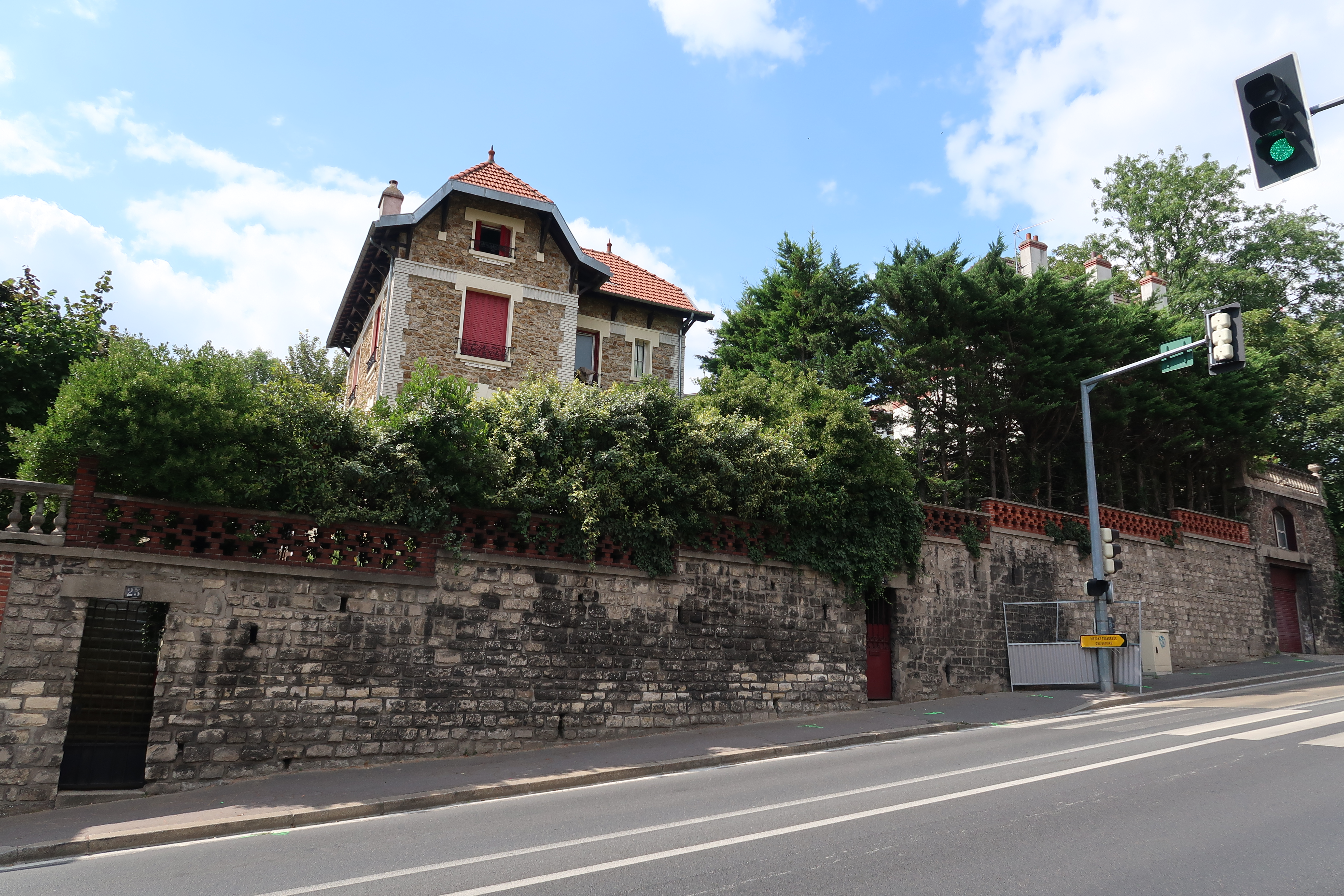
Maison ancienne au no 25.
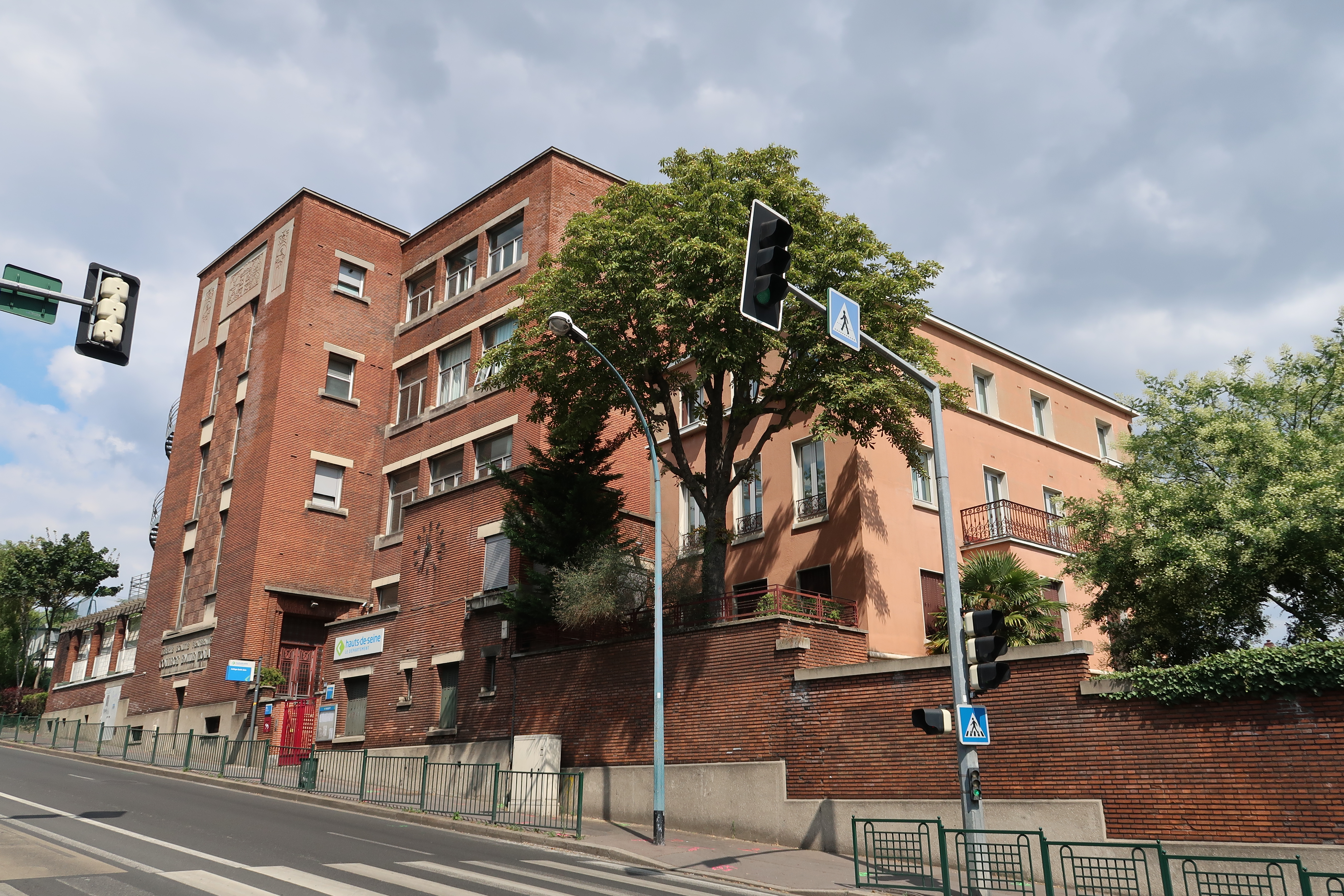
Collège Émile-Zola.
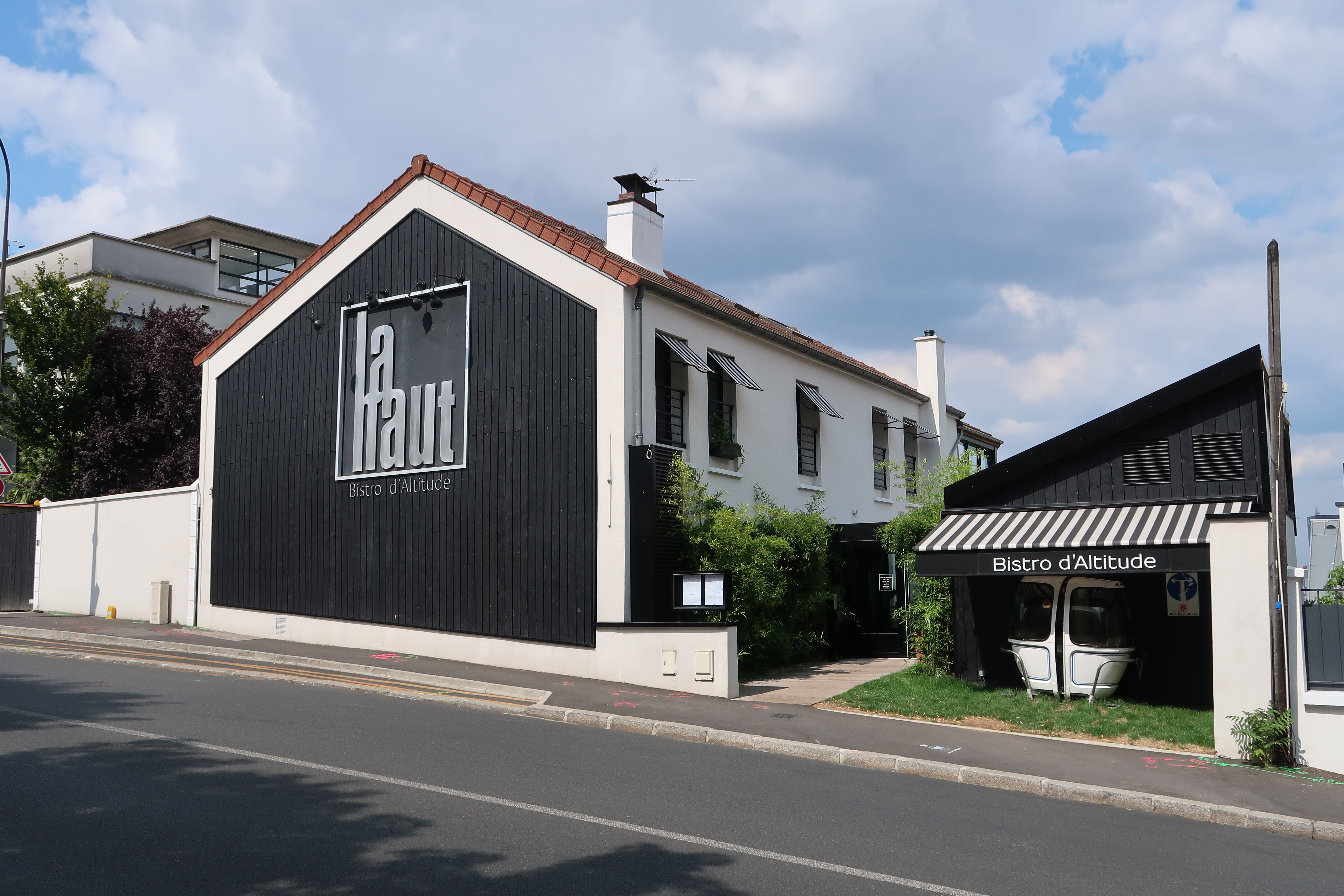
No 70.
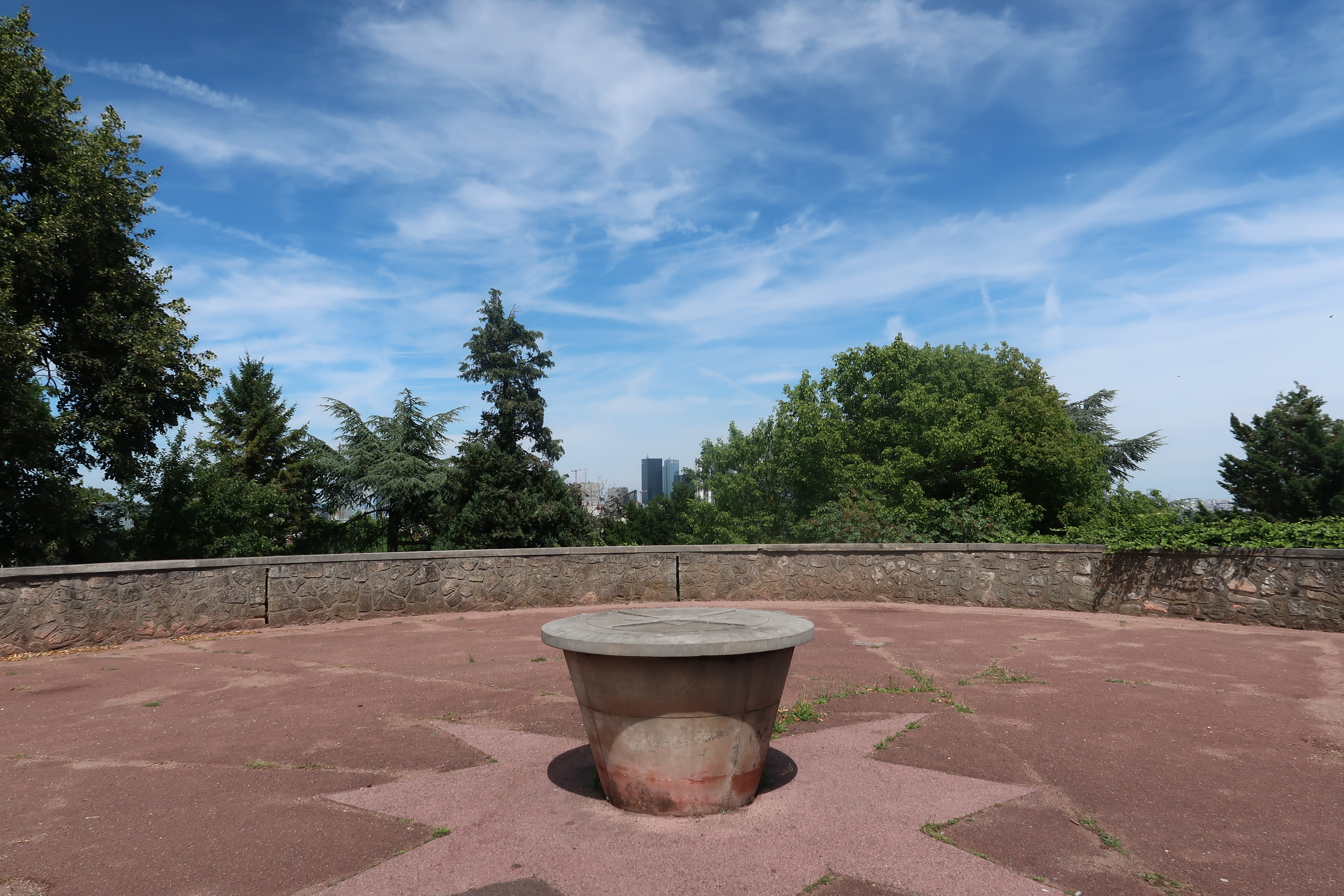
La table d'orientation.

## Au cinéma
- Dans le film Le Tatoué (1968), une scène est tournée au niveau du boulevard Washington, la voiture de Jean Gabin arrivant de l'avenue Franklin-Roosevelt, avec la tour Eiffel en arrière-plan[26].